# Weinjury von Paris
Als Weinjury von Paris oder Judgment of Paris bezeichnet man eine vom Weinhändler Steven Spurrier am 24. Mai 1976 organisierte Weinprobe in Paris. Dass die Höchstnoten nicht wie erwartet an die französischen, sondern an die kalifornischen Weine gingen, führte in der Fachwelt zu erheblichen Diskussionen. Bis dato hatten französische Weine generell einen herausgehobenen Ruf.

## Jury
Die elf Juroren waren
1. Steven Spurrier
2. Patricia Gallagher von der Academie du Vin
3. Odette Kahn, Herausgeberin der Revue du Vin de France
4. Jean-Claude Vrinat, Eigner des Sterne-Restaurants „Taillevent“
5. Raymond Oliver, Inhaber des Restaurants „Le Grand Vefour“
6. Christian Vanneque, Sommelier des Sterne-Restaurants „La Tour d’Argent“
7. Aubert de Villaine, Winzer, Teilhaber der „Domaine de la Romanée-Conti“
8. Pierre Tari, Eigentümer des „Château Giscours“ bei Bordeaux
9. Pierre Brejoux, Generalinspekteur des französischen AOC-Institutes
10. Michel Dovaz vom französischen Weininstitut
11. Claude Dubois-Millot

Man führte die Probe als Blindverkostung durch, so dass keiner der Juroren die Identität des jeweils verkosteten Weines kannte.

## Ergebnisse

### Weißweine
Die Weißweine wurden zuerst verprobt. Der Vergleich zielte auf Chardonnay-Weine, die entweder in Burgund oder in Kalifornien gewachsen waren.
1. Chateau Montelena Winery 1973 (Weinmacher Mike Grgich) –  Vereinigte Staaten
2. Meursault Charmes Roulot 1973 –  Frankreich
3. Chalone Vineyard 1974 –  Vereinigte Staaten
4. Spring Mountain Vineyard 1973 –  Vereinigte Staaten
5. Beaune Clos des Mouches, Maison Joseph Drouhin 1973 –  Frankreich
6. Freemark Abbey Winery 1972 –  Vereinigte Staaten
7. Bâtard-Montrachet, Ramonet-Prudhon 1973 –  Frankreich
8. Puligny-Montrachet Les Pucelles, Domaine Leflaive 1972 –  Frankreich
9. Veedercrest Vineyards 1972 –  Vereinigte Staaten
10. David Bruce Winery 1973 –  Vereinigte Staaten

Alle elf Juroren vergaben die Höchstpunkte entweder dem Wein des Weingutes Chalone oder dem Chateau Montelena, beide in Kalifornien.

### Rotweine (Cabernet Sauvignon)
Rang – Wein – Durchschnittspunkte (von 20) – Land
1. Stag’s Leap Wine Cellars 1973 – 14.14 (Weinmacher Warren Winiarski) –  Vereinigte Staaten
2. Château Mouton Rothschild 1970 – 14.09 –  Frankreich
3. Château Montrose 1970 – 13.64 –  Frankreich
4. Château Haut-Brion 1970 – 13.23 –  Frankreich
5. Ridge Vineyards Monte Bello 1971 – 12.14 –  Vereinigte Staaten
6. Château Léoville-las-Cases 1971 – 11.18 –  Frankreich
7. Heitz Wine Cellars “Martha’s Vineyard” 1970 – 10.36 –  Vereinigte Staaten
8. Clos Du Val Winery 1972 – 10.14 –  Vereinigte Staaten
9. Mayacamas Vineyards 1971 – 9.77-  Vereinigte Staaten
10. Freemark Abbey Winery 1967 – 9.64 –  Vereinigte Staaten

„Der Wein, den ein Juror betitelte als „Die Größe Frankreichs“ erwies sich als ein Cabernet aus dem Napa-Tal in Kalifornien.“ Genauso hieß es: „Dieser Wein ist definitiv ein Kalifornier. Er hat keine Nase, sagte ein anderer Juror – nach Verkostung eines Batard-Montrachet 1973.“ Die Kommentare und die Ergebnisse bewiesen, dass die Juroren nicht in der Lage waren, kalifornische und französische Weine zu unterscheiden.
Drei der vier Bordeaux-Weine der Verkostung waren aus dem hervorragenden Jahr 1970, das von dem „Conseil Interprofessionel du Vin de Bordeaux“ als einer der vier besten Jahrgänge seit 1930 identifiziert wurde. Der vierte Bordeauxwein war ein 1971er, vom Conseil beschrieben als „sehr gut“.
Das Bordeaux-Weinbüro bewertet den 1970er Jahrgang für
- Pessac (Chateau Haut-Brion) als den besten zwischen 1966 und 1978[2],
- Pauillac (Chateau Mouton Rothschild) als besten Jahrgang zwischen 1961 und 1982 (nahe beim 1975er)[3],
- Saint Estèphe (Chateau Montrose) als den besten Jahrgang zwischen 1961 und 1982[4],

und den Jahrgang 1971 für
- Saint-Julien (Chateau Leoville las Cases) als gut.

„Als die Ergebnisse aufbereitet und angekündigt wurden, verhielten sich einige Juroren übel: sie weigerten sich, ihre Bemerkungen zu revidieren, und einer versuchte gar, seine Bewertungen zu verändern, bevor ihnen Spurrier die Bewertungsbögen wegnahm.“

Eine der Juroren, Odette Kahn, versuchte ihren Zettel am Ende der Probe zurückzubekommen. Spurrier lehnte es ab, dies zu unterstützen, und hernach weigerte sie sich, mit ihm zu sprechen, außer dass sie ihn beschuldigte, er habe die Ergebnisse der Probe verfälscht. Einer der Winzer, die gewonnen hatten, Warren Winiarski, erhielt Briefe von Leuten aus dem französischen Weingeschäft, die ihm erklärten, die Probe sei eine Farce gewesen. Im Kern argumentierten die Briefe, dass „jedermann wisse, dass französische Weine besser seien als kalifornische, und sie würden es stets sein.“ Noch 2005 weigerten sich einige der Juroren über diese Probe zu diskutieren, indem sie sagten, dass sie dieses „zu sehr schmerze“.
Obwohl Spurrier viele Reporter eingeladen hatte, war der einzige teilnehmende Reporter George Taber vom Magazin Time, der auch prompt die Ergebnisse in die Welt hinausgab. Hochrangige Leute der französischen Weinszene verbannten in der Folge Spurrier für ein Jahr aus der Verkostungstournee von Hochklasseweinen, offenkundig als Strafe für den Schaden, den seine Weinprobe dem Image der Überlegenheit des französischen Weines zugefügt hatte.
Die französische Presse ignorierte diese Geschichte nahezu. Nach fast drei Monaten publizierte Le Figaro einen Artikel mit dem Titel „Fand der Krieg der Weine statt?“, indem die Ergebnisse „belächelnswert“ genannt wurden. Diese „könnten nicht ernstgenommen werden.“ Sechs Monate nach der Probe schrieb Le Monde einen Artikel von ähnlichem Zungenschlag.
The New York Times berichtete, dass etliche frühere Weinproben in den USA stattgefunden hätten, die amerikanische Chardonnays gegen ihre französischen Wettbewerber beurteilten. Eine dieser Proben fand in New York sechs Monate vor der Pariser Probe statt, aber „die Champions des französischen Weines argumentierten, dass die Weinverkoster Amerikaner seien, mit einer möglichen Vorliebe für amerikanische Weine. Weiter sagte man, es sei jederzeit möglich, dass die Burgunderweine auf ihrer langen Reise von Frankreich in die USA fehlbehandelt worden seien.“

## Analyse der 1976er Ergebnisse
Spurrier sagte über die Verkostung: „Die Ergebnisse einer Blindverkostung können nicht vorhergesagt werden und werden auch nicht die gleichen sein, wenn am Folgetag dieselbe Jury die gleichen Weine probiert.“
Weinproben haben im Allgemeinen wenig wissenschaftlichen Wert. „Ein Vergleich der Ränge von 18 Weinen von gut zu schlecht zeigt ungefähr soviel Konsistenz wie eine Kolonne von Zufallszahlen.“
Die 1976er Auswertung basierte auf einer einfachen Durchschnittsbewertung der Zahlenwerte. Spurrier gab in der Zeitschrift Decanter im August 1996 zu, dass er die Gewinner ermittelte, indem er „die Urteile der Juroren addierte und durch neun teilte (von dem er später erfahren habe, dass es statistisch bedeutungslos sei)“. Spurrier schloss in seine Auswertung seine eigenen und Gallaghers Werte nicht ein.
Orley Ashenfelter und Richard E. Quandt analysierten die Ergebnisse aller elf Juroren, indem sie eine statistisch bessere Methode anwendeten. Sie schlugen folgende Rangreihe vor:
1. Stag’s Leap Wine Cellars 1973 –  Vereinigte Staaten
2. Montrose 1970 –  Frankreich
3. Mouton 1970 –  Frankreich
4. Haut Brion 1970 –  Frankreich
5. Ridge Monte Bello 1971 –  Vereinigte Staaten
6. Heitz Martha’s 1970 –  Vereinigte Staaten
7. Léoville-las-Cases 1971 –  Frankreich
8. Freemark Abbey 1969 –  Vereinigte Staaten
9. Mayacamas 1971 –  Vereinigte Staaten
10. Clos du Val 1972 –  Vereinigte Staaten

Ashenfelter und Quandt unterscheiden drei statistisch signifikante Kategorien. An der Spitze standen der 1973 Stag’s Leap und der 1970 Montrose (Nummer 1 und Nummer 2). Die zweite Gruppe enthält die meisten der restlichen Weine (Nr. 3 bis 9). Weine in einer Gruppe sind statistisch nicht unterscheidbar.

## Erwiderungen
Einige Kritiker argumentierten, dass französische Rotweine besser altern würden als kalifornische, somit wurde dieser Vorschlag getestet.

### Weinprobe in San Francisco, 1978
Die San-Francisco-Weinprobe 1978 wurde 20 Monate nach der Pariser Probe abgehalten. Spurrier flog von Paris ein, um an der Auswertung teilzunehmen, die im Vintners Club stattfand.
Am 11. Januar 1978 verkosteten Weinprüfer die gleichen Chardonnays blind, die früher in Paris getestet worden waren.
1. Chalone Winery 1974 –  Vereinigte Staaten
2. Chateau Montelena 1973 –  Vereinigte Staaten
3. Spring Mountain Vineyard 1973 –  Vereinigte Staaten
4. Puligny-Montrachet Les Pucelles 1972 Domaine Leflaive –  Frankreich

Rangniedriger waren Meursault Charmes Roulot 1973, Beaune Clos des Mouches 1973 Joseph Drouhin und Batard-Montrachet 1973 Ramonet-Prudhon.
Am 12. Januar 1978 verkosteten Weinprüfer die gleichen Cabernet Sauvignons blind, die früher in Paris getestet worden waren.
1. Stag’s Leap Wine Cellars 1973 –  Vereinigte Staaten
2. Heitz Wine Cellars Martha’s Vineyard 1970 –  Vereinigte Staaten
3. Ridge Vineyards Monte Bello 1971 –  Vereinigte Staaten
4. Château Mouton Rothschild 1970 –  Frankreich

Rangniedriger waren Château Montrose 1970, Château Haut-Brion 1970 und Château Leoville Las Cases 1971.

### Weinproben zum zehnten Jahrestag
Zwei Weinproben wurden anlässlich des zehnten Jahrestages der originalen Pariser Weinprobe durchgeführt. Weißweine wurden nicht getestet in der Annahme, sie seien nun hinter ihrem Höhepunkt. Diese beiden Proben ergaben kontrastierende Ergebnisse.

#### Weinprobe des Französischen Kulinar-Institutes 1986
Spurrier assistierte bei der Jubiläumsprobe. Acht Juroren verkosteten neun der zehn Weine blind. Die Auswertung ergab folgendes Ergebnis.
Resultate
1. Clos Du Val Winery 1972 –  Vereinigte Staaten
2. Ridge Vineyards Monte Bello –  Vereinigte Staaten
3. Château Montrose 1970 –  Frankreich
4. Château Léoville-las-Cases – 1971 –  Frankreich
5. Château Mouton Rothschild 1970 –  Frankreich
6. Stag’s Leap Wine Cellars 1973 –  Vereinigte Staaten
7. Heitz Wine Cellars 1970 –  Vereinigte Staaten
8. Mayacamas Vineyards 1971 –  Vereinigte Staaten
9. Château Haut-Brion –  Frankreich

#### Weinprobe desWine Spectator1986
Vier der Juroren waren Experten der Zeitschrift Wine Spectator, und zwei waren Außenseiter. Alle verkosteten die Weine blind.
Resultate
1. Heitz Wine Cellars 1970 –  Vereinigte Staaten
2. Mayacamas Vineyards 1971 –  Vereinigte Staaten
3. Ridge Vineyards Monte Bello 1971 –  Vereinigte Staaten
4. Stag’s Leap Wine Cellars 1973 –  Vereinigte Staaten
5. Clos Du Val Winery 1972 –  Vereinigte Staaten
6. Château Montrose 1970 –  Frankreich
7. Château Mouton Rothschild 1970 –  Frankreich
8. Château Léoville-las-Cases 1971 –  Frankreich
9. Freemark Abbey Winery 1967 –  Vereinigte Staaten
10. Château Haut-Brion 1970 –  Frankreich

### Die Probe, die die Weinwelt veränderte: The Judgment of Paris, 30. Jahrestag
Eine Neuverkostung wurde von Steven Spurrier anlässlich des 30. Jahrestages 2006 auf beiden Seiten des Atlantik organisiert. Wie The Times berichtete: „Obwohl die französischen Juroren, von denen etliche bei der ersten Verkostung dabeigewesen waren, die „Niederlage der amerikanischen Weingüter erwartet hatten“, mussten sie zugeben, dass die Harmonie der kalifornischen Cabernets sie wiederum geschlagen habe.“
Resultate
1. Ridge Vineyards Monte Bello 1971 –  Vereinigte Staaten
2. Stag’s Leap Wine Cellars 1973 –  Vereinigte Staaten
3. Mayacamas Vineyards 1971 –  Vereinigte Staaten
4. Heitz Wine Cellars 'Martha’s Vineyard' 1970 –  Vereinigte Staaten
5. Clos Du Val Winery 1972 –  Vereinigte Staaten
6. Château Mouton Rothschild 1970 –  Frankreich
7. Château Montrose 1970 –  Frankreich
8. Château Haut-Brion 1970 –  Frankreich
9. Château Léoville-las-Cases 1971 –  Frankreich
10. Freemark Abbey Winery 1967 –  Vereinigte Staaten

## Wirkung auf den Wein
Die Pariser Weinprobe 1976 hatte eine revolutionäre Wirkung auf die Ausdehnung der Produktion und das Prestige der Weine in der Neuen Welt. Sie gab auch den Franzosen einen wertvollen Anreiz, Traditionen zu überdenken, die oftmals eine Ansammlung von Verhaltensweisen und Vorgehensweisen waren, und Zusammenhänge zu überdenken, die kaum mehr waren als Mythen, unternommen im Vertrauen (auf die Tradition). Das Ergebnis war die Verbesserung der Weine rund um die Welt zum Vorteil der Konsumenten.

## Verfilmung
Der Fall wurde 2008 von Randall Miller unter dem Titel „Bottle Shock“ verfilmt. Neben Alan Rickman als Spurrier sind Bill Pullman, Rachael Taylor, Freddy Rodríguez, Eliza Dushku und Dennis Farina in weiteren Rollen zu sehen.